# Гірські ліси Кордильєри-Реаль
Гірські ліси Кордильєри-Реаль (ідентифікатор WWF: NT0121) — неотропічний екорегіон тропічних та субтропічних вологих широколистяних лісів, розташований в Андах на території Колумбії, Еквадору та Перу.

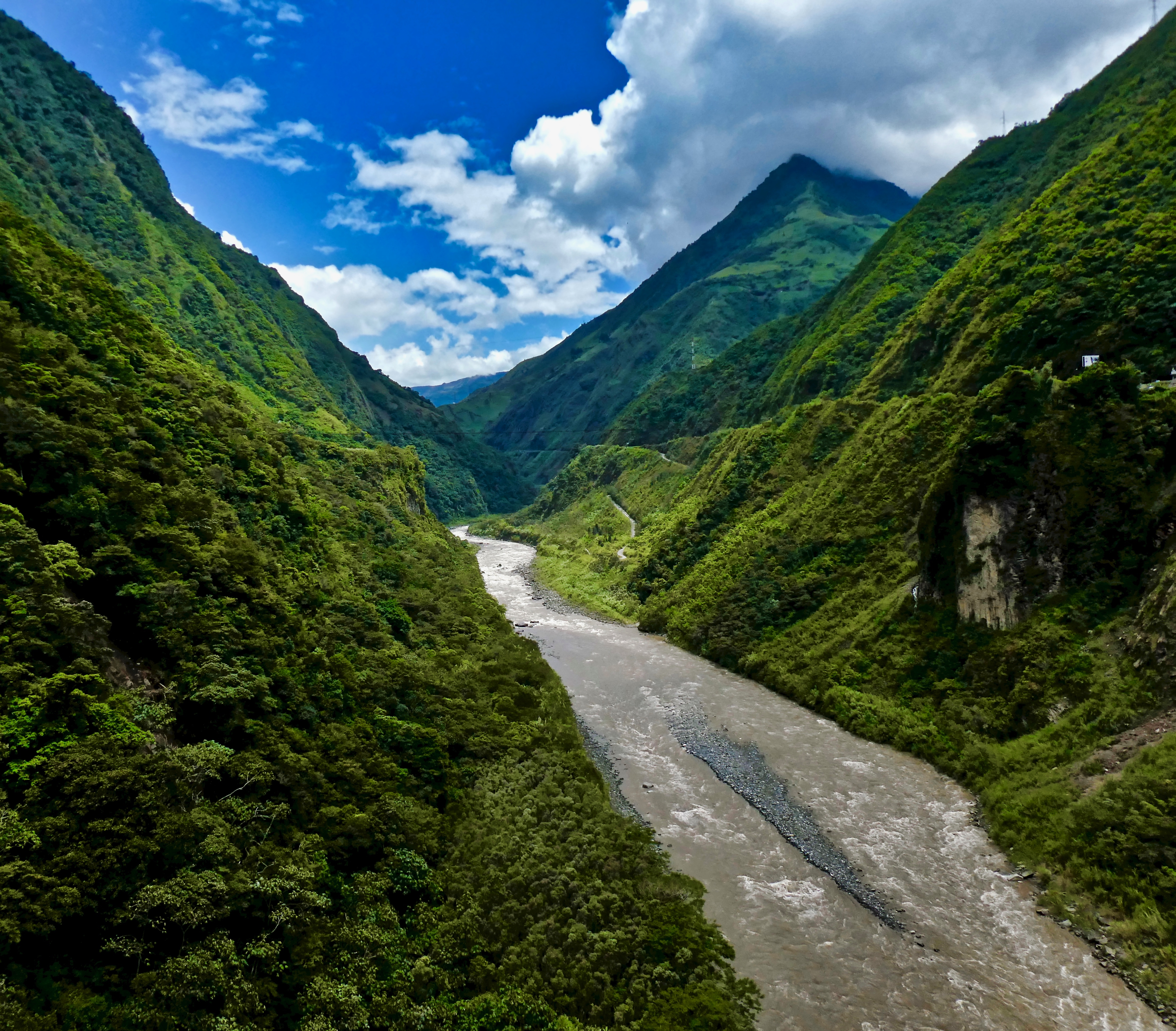
Долина річки Пастаса в Еквадорських Андах

## Географія
Екорегіон гірських лісів Кордильєри-Реаль простягається на 900 км з півночі на південь уздовж східних схилів Анд, від департаментів Нариньйо, Путумайо та Каука на південному заході Колумбії через східну частину Еквадорських Анд до міста Хаен на півночі Перу. Він розташований на висоті від 900 до понад 2100 м над рівнем моря і охоплює понад 100 000 км².
В Колумбії екорегіон охоплює крайній південь Кордильєри-Орієнталь або Східного хребта — найбільшого з трьох хребтів Колумбійських Анд, а також Колумбійський масив, де сходяться гори Східного та Центрального хребтів. Далі на південь екорегіон охоплює гори Кордильєри-Реаль — один з двох головних хребтів Еквадорських Анд, відділений від Кордильєри-Оксиденталь на заході Центральною долиною. На півдні Еквадору Кордильєра-Оксиденталь та Кордильєра-Реаль поступово сходяться, і дві гірські системи зливаються в одну, втрачаючи чіткий поділ. На еквадорсько-перуанському кордоні та на півночі Перу гірська система Анд представлена комплексом невеликих гірських хребтів, найвідомішими з яких є Кордильєра-дель-Кондор та Кордильєра-де-Кутуку. Південною межею екорегіону є западина Уанкабамба, частиною якого є перевал Поркулла — найнижчий перевал через Анди, розташований на висоті 2145 м над рівнем моря. Гори на південь від западини Уанкабамба здебільшого сформувалися в міоцені (23-5,3 млн років тому), тоді як гори на півночі сформувалися наприкінці пліоцену (5,3–2,6 млн років тому) або в плейстоцені (від 2,6 млн років до 11 700 років тому).
Більша частина екорегіону знаходиться в межах басейну Амазонки. Серед річок, що стікають з гір регіону на схід, слід відзначити Какету, Путумайо, Пастасу, Напо, Сантьяго та Чінчіпе.
На півночі гірські ліси Кордильєри-Реаль переходять у гірські ліси долини Магдалени та у гірські ліси Кордильєри-Орієнталь, а на північному заході — у гірські ліси Північно-Західних Анд. У східних передгір'ях гірські ліси на висоті 1500 м над рівнем моря переходять у вологі ліси Напо та у вологі ліси Укаялі, які є частиною Амазонії. На південному заході екорегіону, у посушливих передгір'ях, звернених до Тихого океану, гірські ліси переходять у сухі ліси Тумбесу та П'юри, а на крайньому півдні — у сухі ліси Мараньйону. Найвищі гірські вершини Анд є частиною екорегіонів північноандійського парамо та парамо Кордильєри-Сентраль.

## Клімат
На низьких висотах екорегіону на східних схилах переважає екваторіальний клімат (Af за класифікацією кліматів Кеппена), на низьких висотах на західних схилах — мусонний клімат (Am за класифікацією Кеппена) або саванний клімат (Aw за класифікацією Кеппена), а у високогір'ях — високогірний субтропічний клімат (Cfb або Cwb за класифікацією Кеппена). Середньорічна кількість опадів в регіоні коливається від 1500 до 2000 мм, але у деякі роки опадів тут може випадати до 4500 мм.

## Флора
Рослинний покрив екорегіону представлений вічнозеленими широколистяними лісами, видовий склад та структура яких залежить від висоти над рівнем моря та експозиції схилів. На низьких висотах Кордильєри-Реаль поширені густі гірські тропічні ліси. Зі збільшенням висоти вони переходять у високогірні хмарні ліси, дерева в яких нижчі. На найвищих висотах регіону поширені карликові ліси та бамбукові зарості, у яких переважають чускеї (Chusquea spp.). Ліси, поширені на східних (амазонських) схилах Анд, отримують багато вологи, внаслідок чого характеризуються високим різноманіттям флори. Вони утворюють суцільний пояс, однак через різкі висотні градієнти його ширина становить лише 30-200 км. Через наявність топографічних бар'єрів між різними річковими басейнами тут зустрічається багато ендемічних видів, пристосованих до різних висотних зон. Натомість на західних (тихоокеанських) схилах Перуанських Анд через більш посушливий та сезонний клімат ліси часто зустрічаються невеликими ділянками площею менше 20 га. Як правило, вони характеризуються низьким різноманіттям, однак включають багато ендеміків.
Загалом флора екорегіону характеризується дуже високим різноманіттям та рівнем ендемізму. За оцінками науковців, в гірських лісах регіону зустрічається близько 7000 видів судинних рослин. Серед рослин, поширених у національних парках Подокарпус та Сангай, слід відзначити купчастий ногоплідник (Podocarpus glomeratus), еквадорський лавр (Cordia alliodora), перуанський фізаліс (Physalis peruviana), шварцію Літтла (Swartzia littlei), андійську вільху (Alnus acuminata), цілолисту тессарію (Tessaria integrifolia), духмяну кедрелу (Cedrela odorata), золотоцвіту арагуанею (Handroanthus chrysanthus), кактус Сан-Педро (Trichocereus macrogonus) та різні види хінних дерев (Cinchona spp.), ореопанаксів (Oreopanax spp.) та мірціантів (Myrcianthes spp.), а серед рослин, поширених в горах Кордильєра-де-Кутуку, — перуанський дакриодес (Dacryodes peruviana), щетинясту тачігалію (Tachigali setifera), довголисту зигію (Zygia longifolia), червону зигію (Zygia coccinea), гвіанську тапіріру (Tapirira guianensis) та різні види інги (Inga spp.). Флора гірських хмарних лісів характеризується високим різноманіттям епіфітних мохів, папоротей та лишайників, а також представників родин Зозулинцеві (Orchidaceae), Бромелієві (Bromeliaceae) та Меластомові (Melastomataceae), які процвітають у вологих, туманних умовах.

## Фауна
Фауна екорегіону також характеризується високим різноманіттям. Вона включає близько 250 видів ссавців, близько 1150 видів птахів та 140 видів земноводних. Серед характерних ссавців, поширених в горах регіону, слід відзначити ягуара (Panthera onca), гірського тапіра (Tapirus pinchaque) та очкового ведмедя (Tremarctos ornatus), а також майже ендемічних північних пуду (Pudella mephistophiles) та олінгіто (Bassaricyon neblina). Північні пуду (Pudella mephistophiles) є найменшими оленями світу, вага яких не перевищує 6 кг. Вони живуть у високогірних хмарних лісах Анд і часто стають здобиччю місцевих пум (Puma concolor). Олінгіто (Bassaricyon neblina) є близькими родичами олінго, однак через недостатнє дослідження важкодоступних гірських лісів вони були виокремлені у окремий вид лише у 2013 році.
Серед інших ссавців, поширених в лісах екорегіону, слід відзначити ошийникового пекарі (Dicotyles tajacu), американську мазаму (Mazama americana), малу мазаму (Mazama rufina), бурогорлого лінивця (Bradypus variegatus), рудого ревуна (Alouatta seniculus), перуанського білолобого капуцина (Cebus yuracus), сірочереву нічну мавпу (Aotus lemurinus), оцелота (Leopardus pardalis), західного коаті (Nasuella olivacea), кінкажу (Potos flavus), пакарану (Dinomys branickii), гірську паку (Cuniculus taczanowskii), чорного агуті (Dasyprocta fuliginosa), амазонську карликову вивірку (Microsciurus flaviventer), малого лісового рисового хом'яка (Microryzomys minutus), колумбійську лісову мишу (Chilomys instans), золотисту андійську мишу (Thomasomys aureus), короткохвостого коенду (Coendou rufescens), андійського біловухого опосума (Didelphis pernigra), стрункого опосума Чуді (Marmosops caucae) та гірську нічницю (Myotis oxyotus). 
Ендеміками екорегіону є перуанські рисові хом'яки (Oreoryzomys balneator), золоточереві щетинясті миші (Neacomys auriventer), білохвості андійські миші (Thomasomys caudivarius), андійські миші Розалінди (Thomasomys rosalinda), перуанські дрібновухі мідиці (Cryptotis peruviensis), східні ценолести (Caenolestes sangay) та андійські ценолести (Caenolestes condorensis), а майже ендемічними його представниками — малі мазами (Mazama rufina), колумбійські ласиці (Neogale felipei), андійські вивірки (Sciurus pucheranii), андійські миші Тачановського (Thomasomys taczanowskii), гірські пацюки-рибоїди (Neusticomys monticolus), еквадорські дрібновухі мідиці (Cryptotis equatoris), лускатолапі дрібновухі мідиці (Cryptotis squamipes) та сірочереві ценолести (Caenolestes caniventer).
Серед поширених в екорегіоні птахів слід відзначити вогнистогруду пенелопу (Chamaepetes goudotii), коста-риканського голуба (Patagioenas subvinacea), рудогрудого ерміта (Phaethornis syrmatophorus), бірюзовогорлого колібрі (Myrtis fanny), біловолого колібрі-інку (Coeligena torquata), бронзового колібрі-інку (Coeligena coeligena), каштановогрудого колібрі-коронета (Boissonneaua matthewsii), смарагдового еріона (Eriocnemis aline), смугастогрудого канюка (Morphnarchus princeps), андійського кондора (Vultur gryphus), андійського сичика-горобця (Glaucidium jardinii), еквадорську сплюшку (Megascops petersoni), руду сову-лісовика (Strix albitarsis), блакитну андигену (Andigena hypoglauca), андійського квезаля (Pharomachrus auriceps), андійського аратингу (Psittacara frontatus), бурокрилого папугу (Touit stictopterus), андійського папугу (Leptosittaca branickii), андійського сорокуша (Thamnophilus tenuepunctatus), андійського гребнечуба (Rupicola peruvianus), лісового батарито (Dysithamnus mentalis), гірського дереволаза (Lepidocolaptes lacrymiger), середнього дереволаза-міцнодзьоба (Xiphocolaptes promeropirhynchus), чорно-зеленого плодоїда (Pipreola riefferii), смугастоволого тирана (Myiodynastes chrysocephalus), андійського тирана-інку (Leptopogon superciliaris), перуанського тиранчика-довгохвоста (Mecocerculus poecilocercus), мухоїда-білозора (Myiotriccus ornatus), андійську еленію (Elaenia pallatangae), сивого піві (Contopus fumigatus), сірочеревого пітайо (Silvicultrix frontalis), рудого пікоплано (Rhynchocyclus fulvipectus), андійського віреона (Vireo leucophrys), колумбійського віреона (Cyclarhis nigrirostris), бірюзового гагера (Cyanolyca turcosa), зелену паю (Cyanocorax yncas), андійського тріскопліта (Cyphorhinus thoracicus), андійського дрозда (Turdus serranus), золотолобу гутураму (Euphonia xanthogaster), синьошийого органіста (Chlorophonia cyanea), малого саї (Iridophanes pulcherrimus), синьоголову саяку (Sporathraupis cyanocephala), жовтоголову танагру (Tangara xanthocephala), золоту танагру (Tangara arthus) та гірську танагру-короткодзьоба (Buthraupis montana).
Ендеміками екорегіону є зеленоспинні колібрі (Urochroa leucura), еквадорські коліпінто (Phlogophilus hemileucurus), вогнистогруді якамари (Galbula pastazae), білошиї котори (Pyrrhura albipectus), червонолобі амазони-карлики (Hapalopsittaca pyrrhops), сірі тапакуло (Scytalopus parkeri), перуанські понгіто (Grallaricula peruviana), йокотоко (Grallaria ridgelyi), цитриновогруді плодоїди (Pipreola lubomirskii), еквадорські сірохвости (Xenerpestes singularis), жовточереві курети (Nephelomyias lintoni), рудоспинні поплітники (Pheugopedius euophrys), еквадорські заросляки (Atlapetes leucopis), вогнистогорлі танагри (Wetmorethraupis sterrhopteron) та еквадорські зернолуски (Saltator nigriceps), а майже ендемічними його представниками — бородаті пенелопи (Penelope barbata), перуанські голуби (Patagioenas oenops), еквадорські колібрі-шаблекрили (Campylopterus villaviscensio), еквадорські колібрі-барвограї (Metallura odomae), рожевогорлі колібрі-діаманти (Heliodoxa gularis), зелені колібрі-зіркохвости (Urosticte ruficrissa), малі колібрі-німфи (Heliangelus micraster), пурпуровогорлі колібрі-німфи (Heliangelus viola), райдужні колібрі-інки (Coeligena iris), еквадорські сплюшки (Megascops petersoni), гірські мурашниці (Grallaria quitensis), еквадорські мурашниці (Grallaria gigantea), екваторіальні мурашниці (Grallaria saturata), колумбійські тапакуло (Scytalopus micropterus), маскові понгіто (Grallaricula lineifrons), рудочереві андеці (Doliornis remseni), світлочереві сорокуші (Thamnophilus zarumae), еквадорські корпуани (Asthenes griseomurina), темні пію (Synallaxis moesta), гончарі-білобровці (Siptornis striaticollis), рудошиї філідори (Syndactyla ruficollis), еквадорські тиранчики (Phylloscartes gualaquizae), золотолобі тирани-малюки (Zimmerius viridiflavus), рудоволі тітіріджі (Hemitriccus cinnamomeipectus), короткокрилі еленії (Elaenia brachyptera), еквадорські курети (Myiophobus cryptoxanthus), оливкові віреончики (Hylophilus olivaceus), рябокрилі тріщуки (Henicorhina leucoptera), перуанські дрозди (Turdus maranonicus), еквадорські семілеро (Amaurospiza aequatorialis), перуанські каптурники (Thlypopsis inornata), чорногорлі тапіранги (Calochaetes coccineus), піурійські зеленярі (Sphenopsis piurae), маскові зернолуски (Saltator cinctus) та маскові танагри-короткодзьоби (Tephrophilus wetmorei).
Герпетофауна екорегіону включає низку ендемічних та рідкісних видів амфібій, зокрема еквадорську жабу-розбійника (Pristimantis glandulosus) і гірську жабу-розбійника (Pristimantis vidua), та плазунів, зокрема саморську тінисту змію (Synophis zamora) і гірську ящірку Паркера (Macropholidus annectens).

## Збереження
Близько 30-40 % лісів екорегіону були знищені, однак частина гірських лісів залишається незайманою. Через складний рельєф та обмежений сільськогосподарський потенціал людський вплив зосереджений уздовж шляхів, що поєднують високогір'я з Амазонією, та у районах на висоті до 2000 м над рівнем моря.
Оцінка 2017 року показала, що 21 684 км², або 21 % екорегіону, є заповідними територіями. Природоохоронні території включають: Національний природний парк Куева-де-лос-Гуачарос, Національний природний парк Серранія-де-лос-Чурумбелос-Аука-Васі, Національний природний парк Альто-Фрагуа-Інді-Васі та Національний природний парк вулканічного комплексу Донья-Хуана-Каскабель в Колумбії, Національний парк Каямбе-Кока, Національний парк Подокарпус, Національний парк Сумако-Напо-Галерас, Національний парк Льянганатес, Національний парк Антісана та Біологічний заповідник Колонсо-Чалупас в Еквадорі, а також Національний парк Кордильєра-дель-Кондор в Перу.